# Ода (архиепископ Кентерберийский)
Ода, иначе Одо (англ. Oda; умер 2 июня 958) — 22-й архиепископ Кентерберийский (941—958).

## Биография

### Ранние годы
Сын датского викинга, состоявшего в войске Уббы и Ивара Бескостного, которое вторглось в Англию в 865 году. Позднее Ода владел землями в Восточной Англии, где предположительно осел его отец.
Монах монастыря Рэмси Биртферт утверждал в биографии племянника Оды святого Освальда «Vita sancti Oswaldi», написанной между 997 и 1002 годами, что Ода, будучи сыном отца-язычника, посещал церковные службы и много времени проводил в доме благочестивого англосаксонского аристократа Этельхельма (Æthelhelm), где его обучал некий христианин. Позднее Ода был рукоположён в священники и сопровождал Этельхельма во время паломничества в Рим, чудесным образом излечив в пути своего покровителя от неизвестной болезни.
Ода получил назначение на кафедру епископа Рамсбери благодаря покровительству короля Этельстана, а в 941 году при поддержке короля Эдмунда I, стал архиепископом Кентерберийским.
Упоминается в источниках с 928 года, когда засвидетельствовал в качестве епископа Рамсбери королевскую жалованную грамоту. Спустя несколько десятилетий после смерти Оды Рихер Реймский писал, что в 936 году тот участвовал в переговорах с герцогом франков Гуго Великим о возвращении западно-франкского трона племяннику Этельстана Людовику IV Заморскому, но это утверждение не подтверждается другими источниками. Также нельзя считать бесспорным факт присутствия Оды рядом с королём во время битвы при Брунанбурге в 934 или 937 году, хотя Эдмер утверждал в биографии Оды (Vita sancti Odonis), написанной между 1093 и 1125 годами, что епископ Рамсбери чудесным образом починил в ходе сражения королевский меч. В 940 году Ода вместе Вульфстаном вёл переговоры о перемирии между королём Эдмундом и Олафом Гутфритссоном в Лестере.

### Архиепископ Кентерберийский
Большинство свидетельств причастности Оды к законотворчеству относятся к периоду 941—946 годов, то есть времени от возвышения Оды на Кентерберийскую кафедру до смерти Эдмунда. Тогда принят первый кодекс законов Эдмунда, касавшийся в основном церковных вопросов (в том числе устанавливал церковные налоги и требование целибата духовенства), появилось пастырское послание Оды, в котором он призывал епископов подчиняться королевской воле, а также «главы» Оды, в которых формулировались положения, частично повторявшие каноны папских легатов 786 года (в частности, запрещали языческие ритуалы, определяли христианские обязанности королей, епископов, священников и монахов).
С большой степенью достоверности можно утверждать, что Ода проводил обряд коронации короля Эдреда. Архиепископ также упоминался в завещании короля, согласно которому получил 200 манкусов золота и стал хранителем 400 фунтов серебра в Кентерберийском храме Христа для оказания помощи жителям Кента, Суррея, Сассекса и Беркшира в трудные годы. Восхождение на престол Эдвига с самого начала связано с конфликтом нового короля с архиепископом — Ода потребовал от монарха продолжить церемонию коронации, прерванную тем ради свидания с женщиной. В 957 или 958 годах получила развитие странная история, связанная с королевой Эльфгифу: Ода «отделил» её от мужа, короля Эдвига, под предлогом их близкого родства. По одной из версий, причиной такого поступка архиепископа послужило желание оказать поддержку младшему брату короля, Эдгару, правившему землями на север от Темзы

Тем не менее Эдвиг пожаловал Оде в 957 году 40 гайд земли в Или.
Будучи приверженцем почитания святых, архиепископ добился, предположительно в 948 году, перемещения в Кентербери мощей святого Вильфрида из церкви в Рипоне, сожжённой в ходе северной кампании короля Эдреда, также сумел переправить в Кентербери мощи святого Одуана.
Архиепископ также перестроил здание церкви Христа в Кентербери и активно расширял земельные владения архиепархии. Жалованная грамота 949 года свидетельствует о передаче королём Эдредом Рекульверской монастырской церкви Кентерберийской архиепархии. С другой стороны, известна грамота о передаче в аренду тэну Этельверду земель Кентерберийского храма Христа в Икхэме (Кент)

В 957 году за 100 манкусов золота Ода выкупил у короля Эдвига наделы в землях южных саксов.
Можно предположить, что кентерберийское духовенство пользовалось привилегиями, его представители даже обладали некоторой неотчуждаемой собственностью, но тем не менее Ода убеждал клир следовать своему примеру и принимать монашеские обеты.

### Смерть и канонизация
Ода умер 2 июня 958 года и был похоронен в храме Христа в Кентербери. При перестройке собора в XII веке мощи Оды и Вильфрида были временно перенесены в бывшие могилы Дунстана и Альфеджа, а затем перезахоронены в Троицкой часовне Кентерберийского собора. Первое свидетельство почитания Оды появляется около 1000 года в жизнеописании святого Освальда, принадлежащем перу Биртферта.
День памяти Оды праздновался 2 июня согласно календарю храма Христа в Кентербери XIII века. В некоторых других, более поздних календарях, указывались 29 мая или 4 июля.